# Zubatka
Zubatka (Chauliodus) také nazývaná zmijí ryba je rod ryb z čeledi světlonošovití žijící ve více než kilometrové hloubce teplých moří. Protáhlé tělo dosahuje půlmetrové délky a je pokryto velkými stříbrnými šupinami. Zuby jsou velmi ostré, tenké a tak dlouhé, že se nevejdou do tlamy. Zubatka je obávaným predátorem, který využívá bioluminiscence k lákání kořisti. Dokáže otevřít čelist až v úhlu 110° a zahnuté zuby brání polapenému tvorovi uniknout - zubatka tak může strávit zaživa kořist větší, než je sama.
Zubatka se živí rozmanitou kořistí. Podle ulovených exemplářů se dožívá až 40 let, ale v zajetí brzy hyne.

## Zástupci
V rodě zubatka bylo v současné době popsáno devět druhů:
- Chauliodus barbatus - zubatka vousatá
- Chauliodus danae - zubatka štíhlá
- Chauliodus dentatus - zubatka zubatá
- Chauliodus macouni - zubatka obecná
- Chauliodus minimus - zubatka stříbřitá
- Chauliodus pammelas - zubatka arabská
- Chauliodus schmidti - zubatka Schmidtova
- Chauliodus sloani - zubatka Sloanova
- Chauliodus vasnetzovi - zubatka Vasněcovova